# خوليو غارسيا أغابيتو
خوليو غارسيا أغابيتو (بالإسبانية: Julio García Agapito)‏ هو عالم بيئة بيروفي، ولد في 1964، وتوفي في 2008.